# Walter Kennedy (pirata)
Walter Kennedy (Wapping,  Londres, agosto de 1695-Ib., 21 de julio de 1721) fue un pirata británico que sirvió como miembro de la tripulación de Howell Davis y Bartholomew Roberts.

## Biografía
Walter Kennedy nació en 1695 en un lugar llamado Pelican Stairs, en Wapping, Londres. Posiblemente algunos de sus padres fueron de ascendencia irlandesa, ya que Bartholomew Roberts lo consideraba irlandés.
En Londres se ganaba la vida como ladrón y carterista. Más tarde fue aprendiz de su padre, que era un herrero y allanaba casas en su tiempo libre, pero más tarde moriría y Kennedy terminaría en el mar. Sirviendo en la Royal Navy durante la Guerra de Sucesión Española, fue miembro de la tripulación de Bartholomew Roberts en el Buck, que más tarde perdonaron a más piratas y los añadieron a la tripulación, para finalmente amotinarse y asesinar al capitán del mismo, Jonathan Bass, y otros miembros que no aceptaron el motín.

## Capitanía

Jolly Roger de Walter Kennedy (que es idéntica a la bandera de Jean Thomas Dulaien).

Kennedy abandonó su cargo en el barco de Roberts, el Royal Rover, para adquirir ventaja y proclamarse él mismo capitán.
La tripulación se hizo pasar por unos náufragos, pero debido a la bebida y al alboroto que producían en cada pueblo por el que pasaban, rápidamente llamaron la atención. Arrestaron a la tripulación cerca de Edinburgo, a lo que nueve de ellos fueron colgados, pero Kennedy volvió a Dublín y más tarde volvió a Deptford para regentar un burdel. Una de las prostitutas lo acusó por robo, y fue enviado a la prisión de Bridewell, donde fue denunciado por piratería y enviado a Marshalsea, donde fue colgado el 21 de julio de 1721 después de soltar un largo discurso.